# Aceria titirangiensis
Aceria titirangiensis är en spindeldjursart som beskrevs av Lamb 1953. Aceria titirangiensis ingår i släktet Aceria och familjen Eriophyidae. Inga underarter finns listade i Catalogue of Life.